# 霍頓 (密蘇里州豪厄爾縣)
霍頓（英語：Horton），又名科茲（Cordz），是位於美國密蘇里州豪厄爾縣的非建制地區。

## 歷史
霍頓的郵局於1885年設立，翌年更名為科茲，其後於1914年停運。

## 地理
霍頓所處的海拔為高於海平面328米（即1076英呎），而該地所採用的時區為UTC-6，即北美中部時區（CST）。同時該地設有夏令時間，為UTC-6調快一小時，即UTC-5（CDT）。